# جيم دايموند (ملحن)
جيم دايموند (بالإنجليزية: Jim Diamond)‏ هو ملحن ومنتج أسطوانات أمريكي، ولد في 1965.

## وصلات خارجية
- جيم دايموند على موقع ميوزك برينز (الإنجليزية)
- جيم دايموند على موقع أول ميوزيك (الإنجليزية)
- جيم دايموند على موقع ديسكوغز (الإنجليزية)